# My Indigo (singolo)
My Indigo è il singolo di debutto della cantante olandese My Indigo, nome d'arte di Sharon den Adel, pubblicato il 10 novembre 2017 ed incluso nell'omonimo album.

## Composizione e pubblicazione
Dopo l'uscita di Hydra nel 2014, i Within Temptation iniziarono una pausa della loro attività musicale e durante questo periodo la cantante nonché frontwoman del gruppo, Sharon den Adel, scelse di dare il via ad un progetto da solista adottando lo pseudonimo di My Indigo. In un post su Facebook la cantante ha sottolineato come il progetto abbia la chiara intenzione di essere distante dalla musica prodotta con il gruppo.
Il primo singolo, il cui titolo è omonimo del nome d'arte adottato, è stato scritto da den Adel con Daniel Gibson, che ne è anche il produttore, e Will Knox. L'uscita di quest'ultimo, avvenuta il 10 novembre dello stesso anno in Europa, fu annunciata con un solo giorno di preavviso durante il talk show RTL Late Night. La prima esibizione dal vivo fu durante le trasmissioni su NPO Radio 2 il 29 novembre 2017. Nel corso dell'anno successivo fu pubblicato come promo in Regno Unito (da MVKA) e Francia.

## Tracce
Testi e musiche di My Indigo, Daniel Gibson e Will Knox.
1. My Indigo – 3:25

## Formazione
- Sharon den Adel – voce
- William Knox – chitarra, cori
- Daniel Gibson – produttore, programmatore
- Ted Jensen – mastering
- Michael Ilbert – missaggio